# 1929
Het jaar 1929 is een jaartal volgens de christelijke jaartelling.

## Gebeurtenissen
januari
- 10 - De eerste strip van Kuifje verschijnt.
- 15 - Het eerste nummer van de eerste jaargang van het tijdschrift Annales d'histoire économique et sociale verschijnt in Parijs. Daarmee gaat de beweging van start die bekend zal worden als Annales-school, en die in de geschiedschrijving het accent zal verleggen van de elite naar "de gemiddelde mens".
- 17 - In Afghanistan verovert de opstandeling Habiboellah Kalakani de hoofdstad Kaboel, en voert er de sharia in.
- 17 - De Vlaamse activist August Borms wordt vrijgelaten uit de gevangenis en gaat campagne voeren voor de algemene verkiezingen.
- 18 - IJje Wijkstra schiet in Doezum vier veldwachters dood.
- 28 - In het Amsterdamse American Hotel wordt de 19-jarige Jopie Koopman gekozen tot de eerste Miss Holland.
- 31 - Leon Trotski moet de Sovjet-Unie verlaten en gaat in ballingschap.
- Nadat de Verenigde Oppositie is verslagen, keert Stalin zich nu tegen zijn medestander in die strijd, Nikolaj Boecharin. Boecharin en zijn aanhangers worden van een 'rechtse afwijking' van het Marxisme-leninisme beschuldigd en uit de partijtop gewerkt.

februari
- 11 - Verdrag van Lateranen: Vaticaanstad wordt een onafhankelijke staat.
- 12 - Karst Leemburg wint de vierde Elfstedentocht.
- 12 - Stadhuis van Leiden afgebrand.
- 14 - Saint Valentine's Day Massacre: Al Capone laat zeven rivalen vermoorden.

maart
- 4 - Herbert Hoover beëdigd als 31e president van de Verenigde Staten.
- 16 - Totstandkoming van het "Compromis des Belges", ondertekend door 27 socialistische volksvertegenwoordigers, één per federatie, waarbij de bedoeling uitgedrukt wordt België als eenheidsstaat te behouden, maar Vlamingen en Walen individueel en collectief gelijke rechten toe te kennen. Dit compromis wordt de wegbereider tot de eerste taalwet van 28 juni 1932.

april
- 11 - De Mexicaanse opstandelingenleider Saturnino Cedillo wordt door federale troepen doodgeschoten.
- 18- Het Paleis voor Volksvlijt in Amsterdam wordt door brand verwoest.
- 23 - Ook de Abdij van Tongerlo wordt grotendeels in de as gelegd.

mei
- 16 - De Oscars worden voor de eerste keer uitgereikt. Alle kandidaten zijn stomme films.
- 20 - Oprichting van de internationale marionettenvereniging Union Internationale de la Marionnette (UNIMA)
- De staten van de Kleine Entente sluiten een verdrag: Alle bestaande verdragen tussen de staten worden automatisch verlengd, en onderlinge conflicten zullen vreedzaam worden opgelost door middel van arbitrage door de Volkenbond.

juni
- 8 - De Venezolaanse revolutionair Rafael Simón Urbina overvalt met een aantal medestanders het slecht bewaakte Fort Amsterdam op Curaçao. Met de buitgemaakte wapens en de gouvernementskas vertrekt hij in een gekaapte Amerikaanse vrachtvaarder naar Venezuela om daar tegen de regering te strijden, de Nederlandse gouverneur Fruitier en de politiecommandant als gijzelaars meenemend. De Venezolaanse dictator Gomez dreigt de Benedenwindse Eilanden te veroveren en de Amerikaanse president Hoover biedt Nederland aan, de eilanden over te nemen. De regering-Colijn stuurt mariniers naar Curaçao.

- 14 - In Berlijn wordt een concordaat getekend door de Duitse regering en het Vaticaan.
- 16 - In Parijs wordt voor het eerst Bloomsday gevierd.

juli
- 13 - Vanaf het Bodenmeer stijgt het spectaculaire watervliegtuig Dornier Do X op voor zijn eerste vlucht.
- 24 - Bij een stofexplosie in de aardappelmeelfabriek van Wilkens in Ommelanderwijk bij Veendam, vallen acht doden en achttien zwaargewonden. De fabriek is verwoest.
- 25 - Op de feestdag van de H. Petrus trekt paus Pius XI na zestig jaar van zelfgekozen ballingschap van de pausen in processie naar de Sint-Pietersbasiliek. Langs de route staan 250.000 mensen.

augustus
- 10 - Beëdiging derde kabinet-Ruys de Beerenbrouck.
- 11 - Op het Joods Wereldcongres te Zürich wordt het Joods Agentschap voor Palestina opgericht. Het zal de Joodse immigratie begeleiden en de Joodse gemeenschap besturen.
- 22 en 23 - Bij de Westmuur in Jeruzalem komt het tot een gewelddadige confrontatie tussen Arabieren en Joden, het begin van de onlusten in Palestina 1929.
- 24 - Bloedbad van Hebron: Arabische inwoners verwonden en doden tientallen joodse inwoners van Hebron. De overgeblevenen vluchten of verlaten de stad.
- 29 - Pogrom van Safed. Ten minste 18 Joodse inwoners van deze stad komen om het leven.
- 29 - Het Turkije van Atatürk en het Iran van Reza Sjah tekenen een vriendschapsverdrag.

september
- 5 - De Franse premier Briand pleit in de Volkenbond voor de stichting van de Verenigde Staten van Europa.
- 7 - Bekrachtiging van het Protocol van Genève: het verbod op chemische wapens.
- 11 - De Rotterdamse scheepswerven Wilton en Fijenoord gaan samen.
- 13 - De Amerikaanse luchtvaartmaatschappij PanAm start met postvluchten van Miami naar Paramaribo. De watervliegtuigen landen op de Surinamerivier bij Paramaribo, voor de eerste maal door Charles Lindbergh.

oktober
- 4 - Eerste dierendag: dierenbeschermingsorganisaties hebben de dag van de begrafenis van de H. Franciscus van Assisi hiervoor gekozen.
- 12 - In het Groninger Oldambt komt een einde aan een staking van landarbeiders, die ruim 5 maanden heeft geduurd. De boeren hebben kans gezien met werkkrachten van elders de oogst binnen te halen. Dit was met 5000 deelnemers de grootste staking in de agrarische sector uit de Nederlandse geschiedenis.
- 13 - Voor het eerst vliegt een zeppelin over Nederland. Het luchtschip werpt een postzak af boven Schiphol en keert dan terug naar Friedrichshafen.
- 13 - Met Britse steun verjaagt de Afghaanse prins Mohammed Nadir het radicale moslimbewind van Habiboellah Kalakani uit Kaboel.
- 17 - Prins Nadir wordt door de Loya jirga tot emir van Afghanistan gekozen, met de titel sjah.
- 24 - Beurskrach in New York, "Zwarte Donderdag", begin van de wereldwijde Grote Depressie.

november
- 17 - De Lago Oil & Transport Co. Ltd. opent aan de Sint-Nicolaasbaai op Aruba een overslagfaciliteit voor ruwe olie uit Venezuela.
- 29 - Richard E. Byrd vliegt als eerste over de Zuidpool.

december
- 13 - Een groep bewoners van Noord-Kraaijert dient een verzoek in bij de gemeente 's-Heer Arendskerke om hun woongebied Lewedorp te noemen. Het is een eerbetoon aan burgemeester Lewe van Nijenstein die zich erg betrokken toonde bij de bewoners van Noord-Kraaijert.
- 27 - Jozef Stalin kondigt de collectivisatie aan waardoor aan miljoenen koelakken hun land wordt ontnomen.

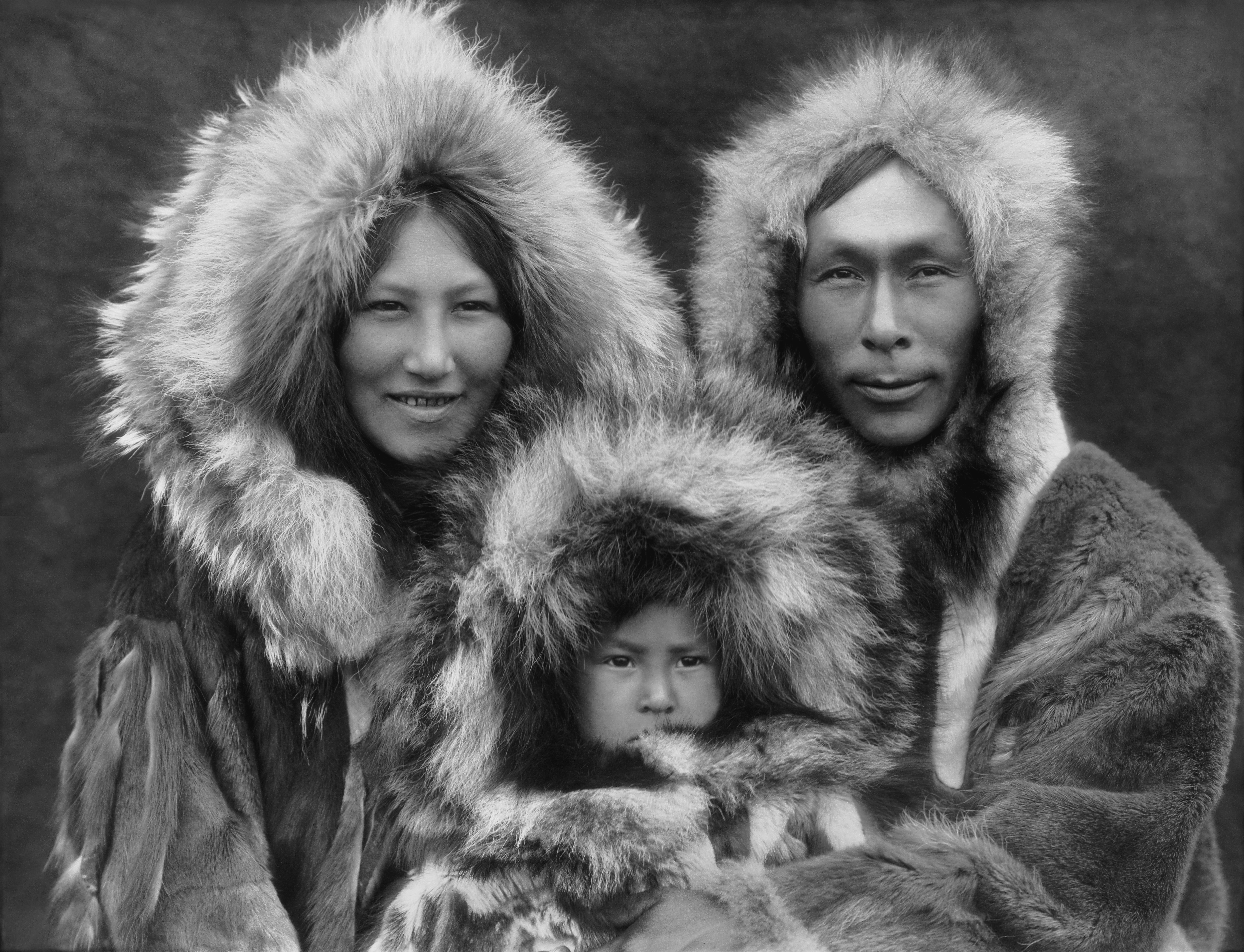
Familieportret van een Inupiaq moeder, vader en zoon in Noatak, Alaska omstreeks 1929.
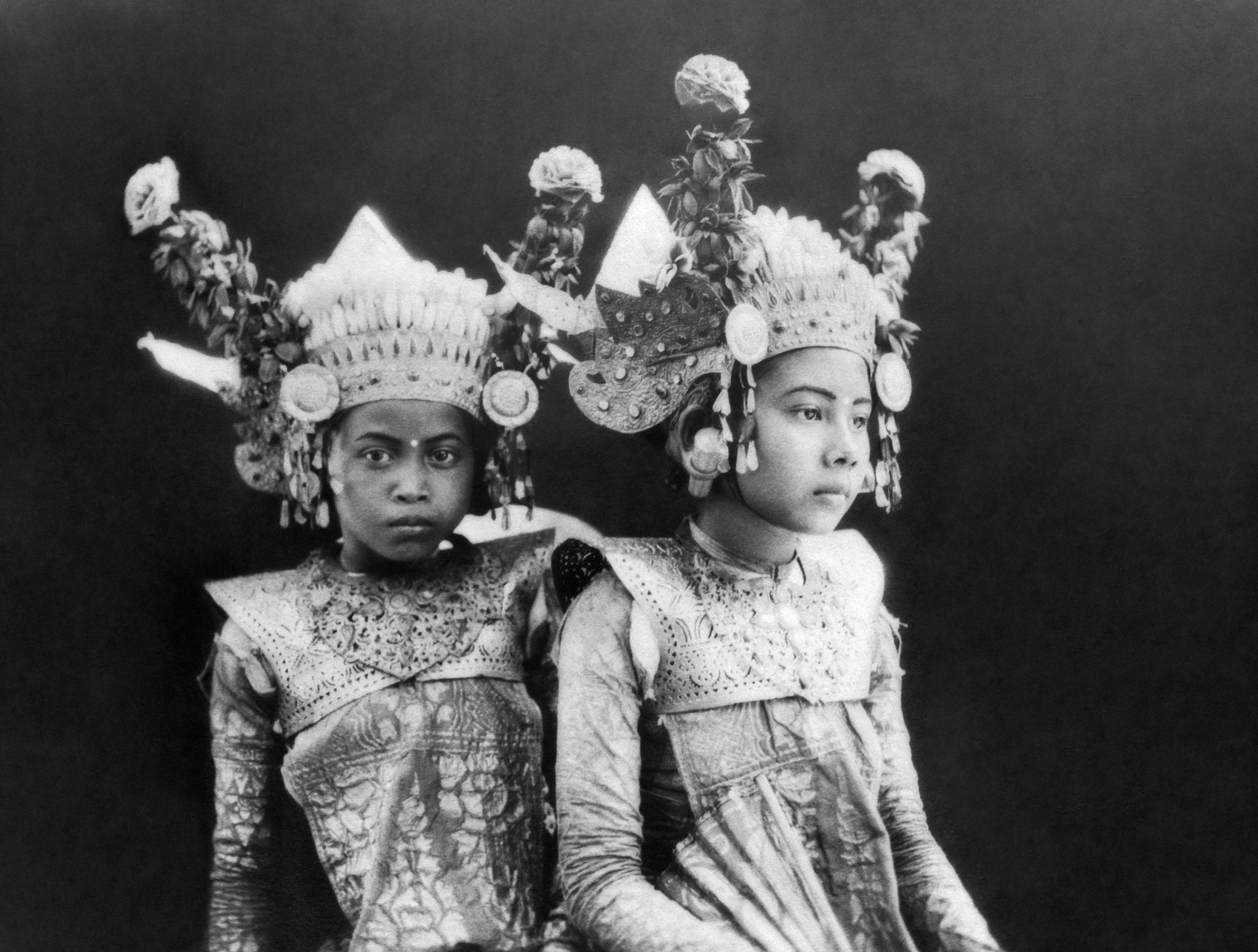
Portet van twee jonge Balinese danseressen, 1929.
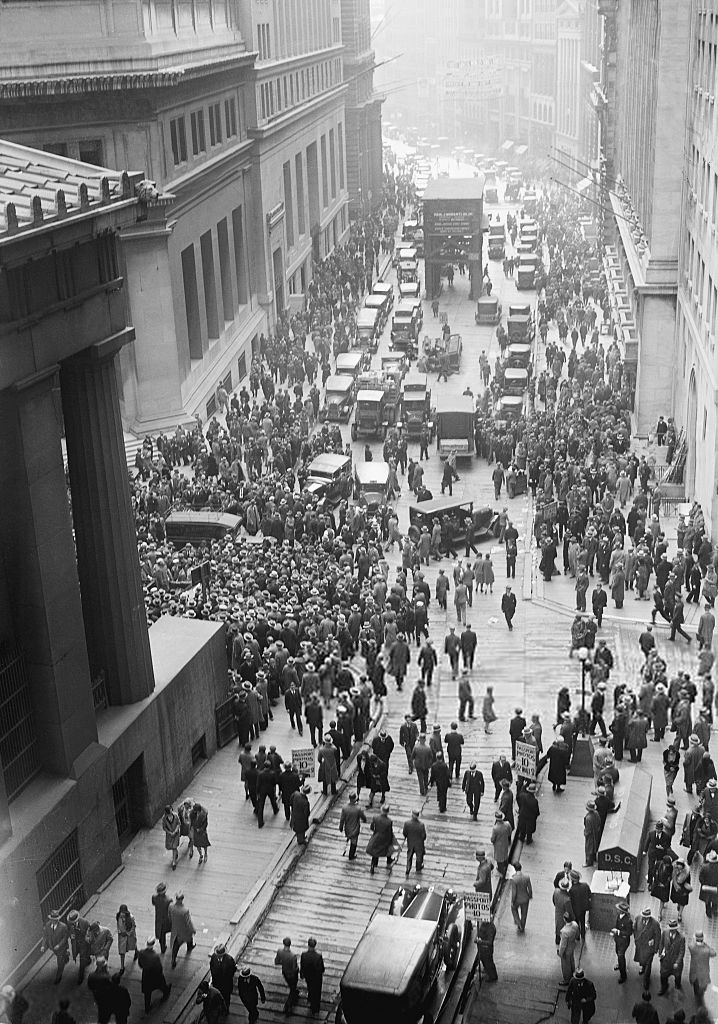
Een mensenmenigte voor het gebouw van de New York Stock Exchange na de beurskrach op "zwarte donderdag" 24 oktober 1929
- Bioscoopjournaal uit 1929: In de strenge winter van februari 1929 proberen de mensen die in Haarlem op straat zijn op allerlei manieren warm te blijven.
- Bioscoopjournaal uit 1929: Kinderen in Volendamse klederdracht bezichtigen Schiphol en maken een vliegtochtje met een Fokker-vliegtuig.
- Bioscoopjournaal uit 1929. Werkzaamheden rondom de aanleg van de spoorlijn Schaesberg - Simpelveld ("miljoenenlijntje").
- Bioscoopjournaal uit 1929. De familie Philips woont in Eindhoven de wedstrijd PSV - Velocitas, voetbalclub uit Groningen, bij. 00:47 dr. A.F. Philips (2nd man van links).
- Bioscoopjournaal uit januari 1929. Een overzicht van de werkzaamheden bij de aanleg van de nieuwe verkeersweg Rotterdam - Den Haag.

## Muziek

### Premières
- 1 februari: Bronwen, opera van Joseph Holbrooke
- 5 maart: Symfonie nr. 2 van Knudåge Riisager
- 13 april: Vocalise nr. 2 van Albert Roussel
- 18 april: Jazz dans la nuit van Albert Roussel
- 23 april: Älven – från fjällen till havet van Kurt Atterberg
- 25 april: Fanfare pour un sacre païen en Psalm 80 van Albert Roussel
- 15 mei: Volpone werd uitgevoerd in Oslo, begeleid door muziek van Johan Halvorsen, die toen voor het eerst te horen was, de muziek is nooit officieel uitgegeven.
- 6 juni: Walsinghame van Arnold Bax
- 26 juni: eerstbekende uitvoering van Paean van Arnold Bax
- 29 oktober: Trio voor fluit, altviool en cello van Albert Roussel
- 4 november: Pianotrio nr. 2 van Frank Bridge
- 2 december: Hardanger van Arnold Bax
- 10 december: Sonate voor twee piano's van Arnold Bax
- 13 december: Symfonie nr. 2 van Arnold Bax (in Boston)

### Prijzen
- De Duitse schrijver Thomas Mann ontvangt de Nobelprijs voor Literatuur

### Publicaties in het Duits
- Berlin Alexanderplatz. Die Geschichte vom Franz Biberkopf, een roman van Alfred Döblin
- Im Westen nichts Neues, een roman van Erich Maria Remarque

### Publicaties in het Engels
- The Last September van de Ierse schrijfster Elizabeth Bowen
- A Farewell to Arms, een semi-autobiografische roman van Ernest Hemingway
- A Room of One's Own, een essay van de Engelse auteur Virginia Woolf. De Nederlandse vertaling verscheen pas in 1958 als Een kamer voor jezelf in een vertaling van C.E. van der Waals-Nachenius

### Publicaties in het Frans
- Les Enfants terribles, een roman van Jean Cocteau
- L'école des femmes van André Gide
- Courrier sud, een roman van Antoine de Saint-Exupéry

### Publicatie in het Spaans
- La rebelión de las masas, een essay van José Ortega y Gasset. De eerste geautoriseerde Nederlandse vertaling van de hand van van J. Brouwer verscheen in 1933 als de Opstand der horden. De eerste integrale Nederlandse editie volgde pas in 2015 als De opstand van de massamens. Deze werd ingeleid, vertaald uit het Spaans en geannoteerd door Diederik Boomsma en met een nabeschouwing van Mario Vargas Llosa.

## Beeldende kunst

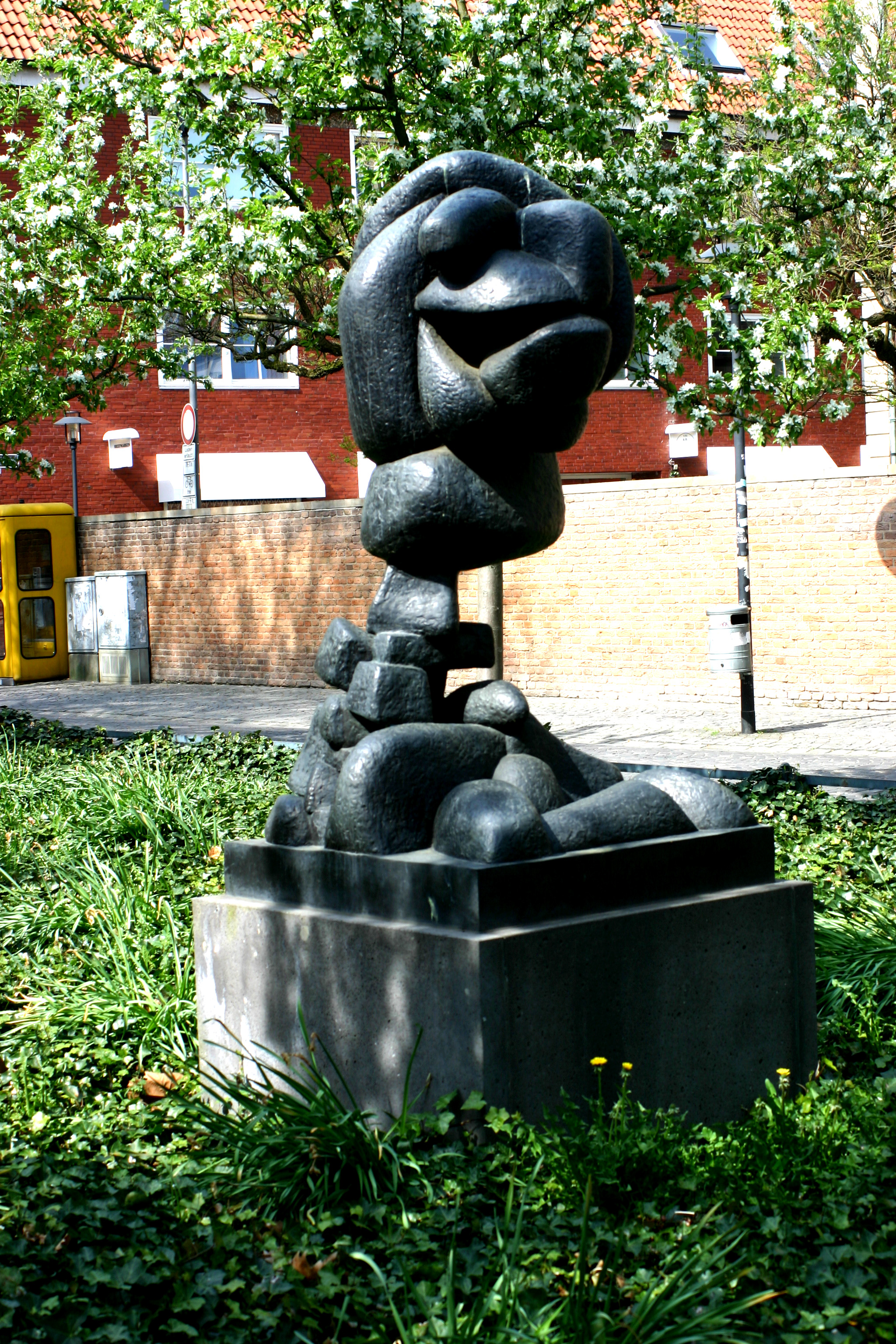
Ascension (1929) Otto Freundlich, Münster

## Bouwkunst

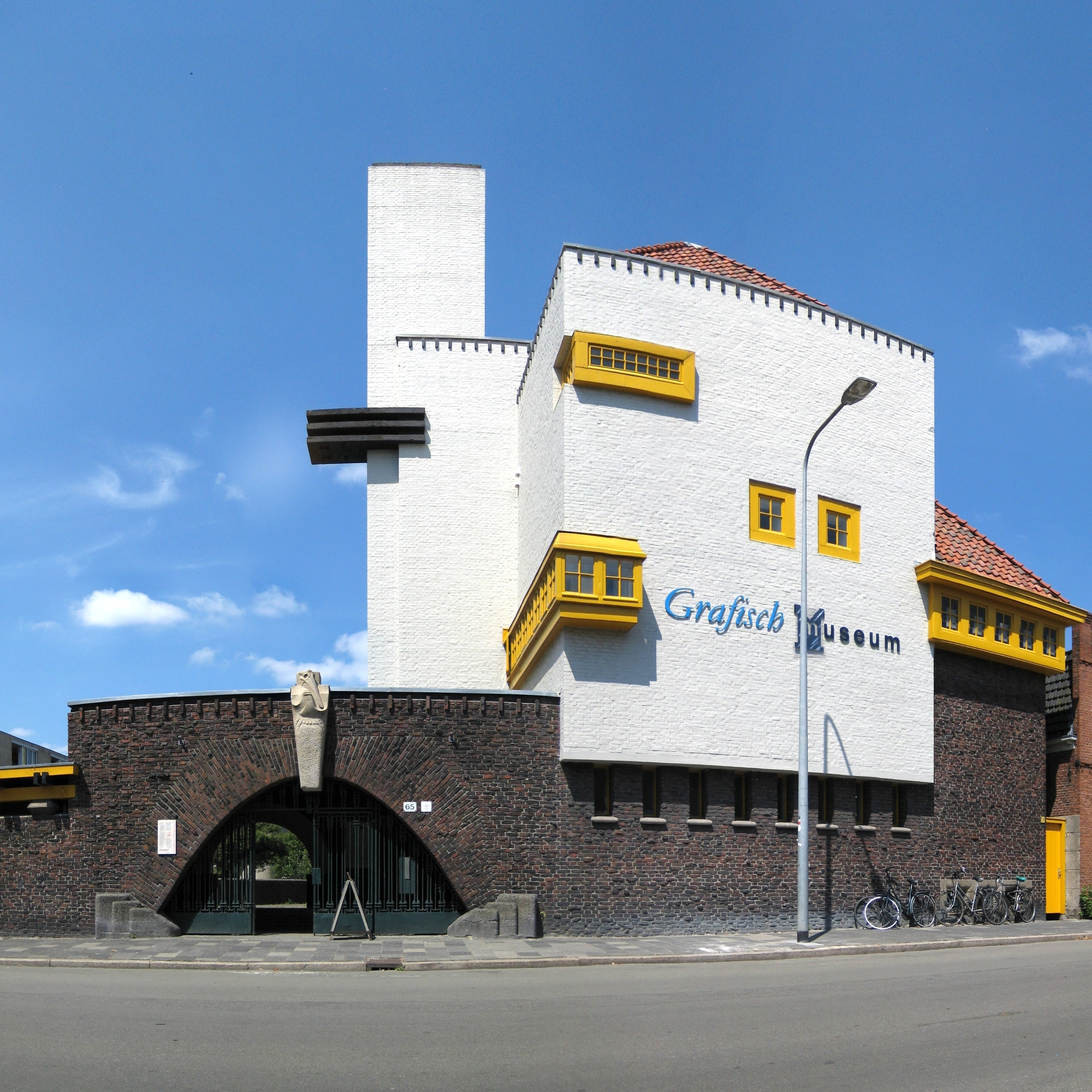
Voormalige openbare lagere school (later in gebruik als Grafisch Museum), Groningen (1929)
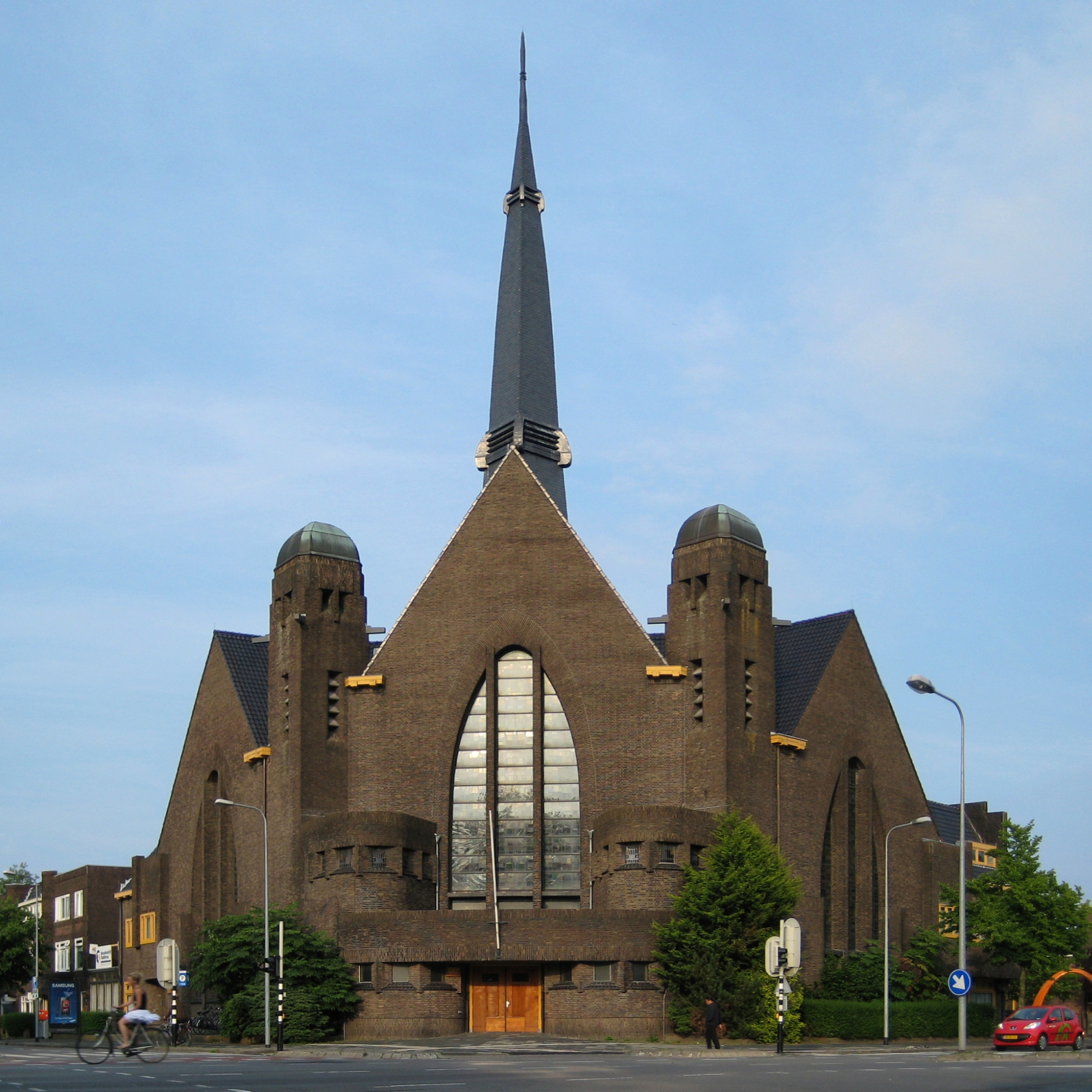
Oosterkerk, Groningen (1929)

## Geboren

### januari
- 1 - Cordelia Edvardson, Zweeds journalist van Duits-Joodse afkomst (overleden 2012)
- 1 - Latifur Rehman, Indiaas-Pakistaans hockeyer (overleden 1987)
- 3 - Sergio Leone, Italiaans filmregisseur (overleden 1989)
- 3 - Theo Mols, Nederlands glazenier, mozaïekkunstenaar, schilder, tekenaar en textielkunstenaar (overleden 2010)
- 3 - Gordon E. Moore, Amerikaans zakenman en natuurkundige (overleden 2023)
- 4 - Amitai Etzioni (Werner Falk), Israëlisch-Amerikaans socioloog (overleden 2023)
- 4 - Wilhem Herman Daniël Quarles van Ufford, Nederlands burgemeester (overleden 2017)
- 4 - Günter Schabowski, Duits journalist en politicus (overleden 2015)
- 5 - Walter Brandmüller, Duits theoloog, kardinaal en historicus
- 5 - Alexandre Jany, Frans zwemmer (overleden 2001)
- 5 - Robert K. Massie, Amerikaans historicus en auteur (overleden 2019)
- 7 - Ferry Wienneke, Nederlands musicus en orkestleider (overleden 1988)
- 9 - Ulu Grosbard, Amerikaans film- en theaterregisseur (overleden 2012)
- 9 - Brian Friel, Iers schrijver (overleden 2015)
- 9 - Keith Hall, Brits autocoureur (overleden 2017)
- 12 - Alasdair MacIntyre, Schots filosoof (overleden 2025)
- 12 - György Tumpek, Hongaars zwemmer (overleden 2022)
- 13 - Joe Pass, Amerikaans jazzgitarist (overleden 1994)
- 14 - Billy Walker, Amerikaans zanger (overleden 2006)
- 15 - Martin Luther King, Amerikaans dominee en burgerrechtenactivist (overleden 1968)
- 15 - Martin Konings, Nederlands politicus (overleden 2020)
- 17 - Louis Carlen, Zwitsers notaris, advocaat, politicus en hoogleraar (overleden 2022)
- 19 - Edmundo Abaya, Filipijns aartsbisschop (overleden 2018)
- 19 - Red Amick, Amerikaans autocoureur (overleden 1995)
- 19 - Carl-Ebbe Andersen, Deens roeier (overleden 2009)
- 19 - Nini Van der Auwera, Belgisch actrice (overleden 2022)
- 19 - Jan Westerbeek, Nederlands voetballer (overleden 2017)
- 20 - Jimmy Cobb, Amerikaans jazzdrummer (overleden 2020)
- 23 - Robbert Das, Nederlands technisch tekenaar, bouwkundig ontwerper en schrijver
- 23 - Rudolf Das, Nederlands technisch tekenaar, bouwkundig ontwerper en schrijver (overleden 2020)
- 23 - John Polanyi, Hongaars-Canadees scheikundige en Nobelprijswinnaar
- 25 - Benny Golson, Amerikaans jazzcomponist, jazzarrangeur en jazzsaxofonist (overleden 2024)
- 25 - Michael Kitbunchu, Thais kardinaal
- 27 - Mohamed Al-Fayed, Egyptisch ondernemer (overleden 2023)
- 27 - Hans Berliner, Amerikaans hoogleraar en schaker (overleden 2017)
- 27 - Barbara York Main, West-Australische arachnologe (overleden 2019)
- 28 - Acker Bilk, Engels klarinettist  (overleden 2014)
- 28 - Ali Mirzaei, Iraans gewichtheffer (overleden 2020)
- 28 - Claes Oldenburg, Zweeds-Amerikaans beeldhouwer, schilder en graficus (overleden 2022)
- 30 - Isamu Akasaki, Japans natuurkundige en Nobelprijswinnaar (overleden 2021)
- 30 - Jacqueline van Maarsen, Nederlands schrijfster (overleden 2025)
- 30 - Sef Pijpers sr., Nederlands dirigent, muziekpedagoog en hoornist (overleden 2023)
- 31 - Rudolf Mössbauer, Duits natuurkundige en Nobelprijswinnaar (overleden 2011)
- 31 - Jean Simmons, Engels-Amerikaans actrice (overleden 2010)

### februari
- 2 - Věra Chytilová, Tsjechisch filmregisseur (overleden 2014)
- 2 - John Henry Holland, Amerikaans wetenschapper en hoogleraar (overleden 2015)
- 2 - Leo van der Kroft, Nederlands voetbalscheidsrechter (overleden 2016)
- 3 - Rudy Cornets de Groot, Nederlands letterkundige (overleden 1991)
- 3 - Camilo Torres, Colombiaans priester en revolutionair (overleden 1966)
- 4 - Jerry Adler, Amerikaans acteur en theaterregisseur
- 4 - Cor Geelhuijzen, Nederlands voetballer (overleden 2020)
- 4 - Eduard Zimmermann, Duits journalist en televisiepresentator (overleden 2009)
- 5 - Hal Blaine, Amerikaans drummer (overleden 2019)
- 5 - Luc Ferrari, Frans componist (overleden 2005)
- 5 - Fred Sinowatz, Oostenrijks ambtenaar en politicus (o.a. bondskanselier 1983-1986) (overleden 2008)
- 6 - Pierre Brice, Frans acteur (overleden 2015)
- 9 - Howard Kanovitz, Amerikaans kunstenaar (overleden 2009)
- 9 - Willem Kersters, Belgisch componist en muziekpedagoog (overleden 1998)
- 9 - Karl Koller, Oostenrijks voetballer (overleden 2009)
- 9 - Lolle Nauta, Nederlands filosoof en partijideoloog (overleden 2006)
- 10 - Henk Heidweiller, Surinaams diplomaat en politicus (overleden 1989)
- 12 - Hans Hoetink, Nederlands kunsthistoricus en museumdirecteur (overleden 2019)
- 13 - Anton de Ridder, Nederlands zanger (overleden 2006)
- 15 - Graham Hill, Brits autocoureur (overleden 1975)
- 15 - James Schlesinger, Amerikaans politicus (overleden 2014)
- 17 - Alejandro Jodorowsky, Chileens filmregisseur
- 17 - Chaim Potok, Amerikaans rabbijn en schrijver (overleden 2002)
- 17 - Patricia Routledge, Brits actrice
- 18 - Len Deighton, Brits schrijver en historicus
- 18 - Günther Schramm, Duits acteur en televisiepresentator
- 18 - Hannie Termeulen, Nederlands zwemster (overleden 2001)
- 21 - Theo Boosten, Nederlands voetbalscheidsrechter (overleden 1994)
- 22 - Will Simon, Nederlands tv-journalist en presentator (overleden 2017)
- 23 - Aleksi II van Moskou, patriarch van Moskou en Rusland (overleden 2008)
- 23 - Toos Faber-de Heer, Nederlands journaliste en justitievoorlichtster (overleden 2020)
- 23 - Pieter de Geus, Nederlands minister van Defensie in het kabinet-Van Agt I (overleden 2004)
- 24 - Marga Barbu, Roemeens actrice (overleden 2009)
- 25 - Jan Foudraine, Nederlands psychiater (overleden 2016)
- 27 - Bella Flores, Filipijns actrice (overleden 2013)
- 27 - Djalma Santos, Braziliaans voetballer (overleden 2013)
- 28 - Rhadi Ben Abdesselam, Marokkaans atleet (overleden 2000)
- 28 - Frank Gehry, Canadees-Amerikaans architect

### maart

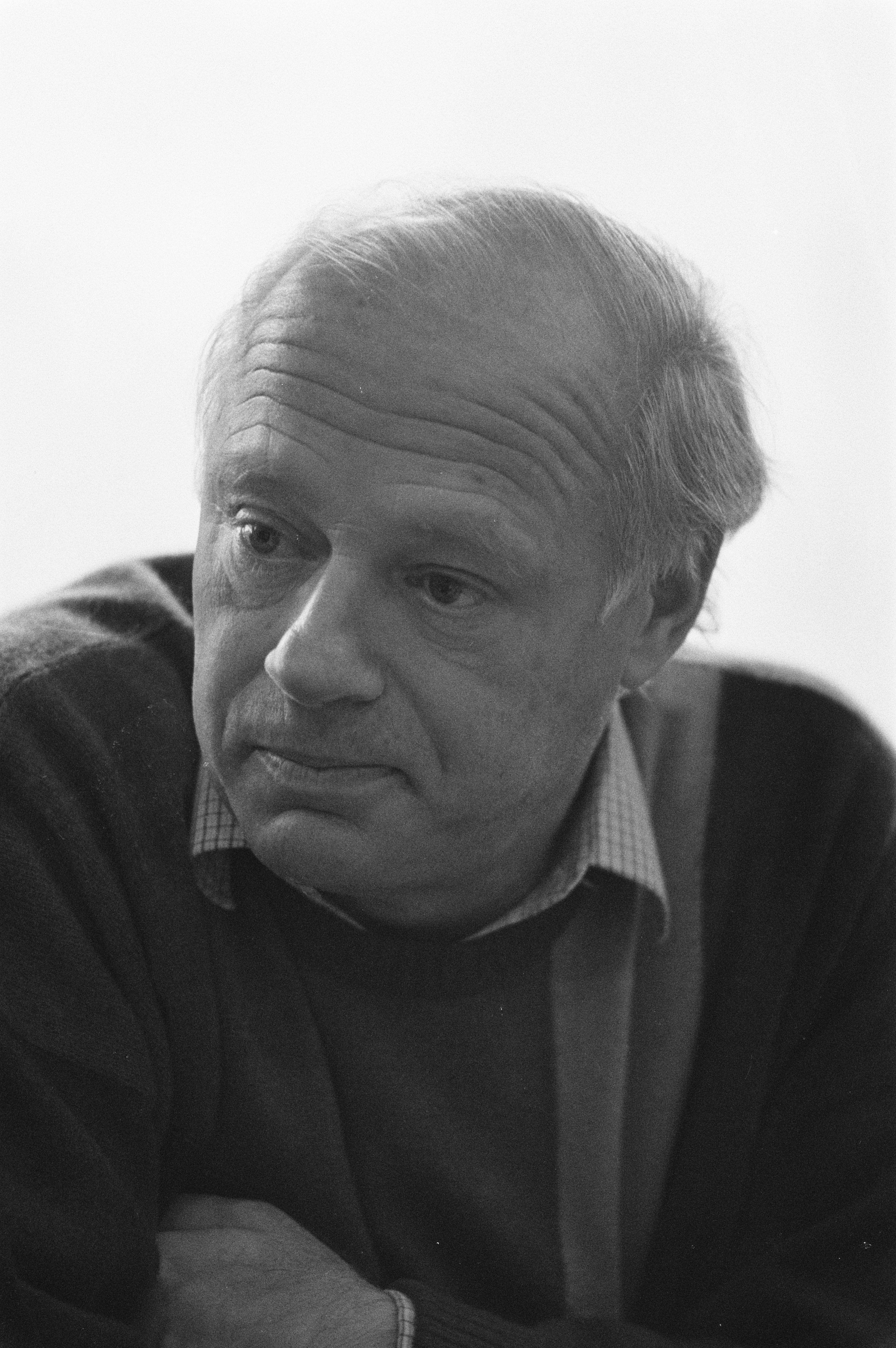
Bernard Haitink,
geboren op 4 maart 1929

- 1 - Angel Alcala, Filipijns herpetoloog en wetenschapper (overleden 2023)
- 2 - Chris Smildiger, Nederlands atleet en muzikant (overleden 2010)
- 4 - Bernardo Ashetu, Surinaams dichter (overleden 1982)
- 4 - Bernard Haitink, Nederlands dirigent (overleden 2021)
- 4 - Komal Kothari, Indiaas onderzoeker in folklore en etnomusicologie (overleden 2004)
- 4 - Anneke Levelt Sengers, Nederlands-Amerikaans natuurkundige (overleden 2024)
- 5 - Patricia Carson, Brits-Belgisch historica en auteur (overleden 2014)
- 9 - Zillur Rahman, president van de republiek Bangladesh (overleden 2013)
- 10 - Alice Hirson, Amerikaans actrice (overleden 2025)
- 10 - Bob Stouthuysen, Belgisch bestuurder (overleden 2025)
- 11 - Albert Azarjan, Sovjet-Armeens turner (overleden 2023)
- 11 - Alfred Tonello, Frans wielrenner (overleden 1996)
- 11 - Józef Zapędzki, Pools olympisch schutter (overleden 2022)
- 13 - Zbigniew Messner, Pools econoom en politicus (overleden 2014)
- 15 - Martin Konings, Nederlands volksvertegenwoordiger (overleden 2020)
- 16 - Nadja Tiller, Oostenrijks-Duits actrice (overleden 2023)
- 17 - Tom Pistone, Amerikaans autocoureur
- 18 - Lode Wils, Belgisch historicus en hoogleraar (overleden (2024)
- 22 - Fred Anderson, Amerikaans saxofonist (overleden 2010)
- 22 - Yayoi Kusama, Japans beeldhouwster en installatiekunstenares
- 23 - Roger Bannister, Brits atleet en neuroloog (overleden 2018)
- 23 - Gerrit den Braber, Nederlands tekstdichter en producer (overleden 1997)
- 25 - Jean Schramme, Belgisch kolonel, leidde in 1967 een muiterij in Congo (overleden 1988)
- 27 - Salvador Botella, Spaans wielrenner (overleden 2006)
- 27 - Theadora Van Runkle, Amerikaans modeontwerpster (overleden 2011)
- 29 - Arie van Gemert, Nederlands voetbalscheidsrechter (overleden 2024)
- 29 - Lennart Meri, Estisch schrijver, filmregisseur en oud-president (overleden 2006)
- 29 - Olga Tass, Hongaars turnster (overleden 2020)
- 30 - Gregor Frenkel Frank, Nederlands acteur, presentator en tekstschrijver (overleden 2011)
- 30 - Waldemar Otto, Duits beeldhouwer (overleden 2020)
- 31 - Jacques Boël, Belgisch industrieel (overleden 2022)

### april
- 1 - Marcel Amont, Frans zanger (overleden 2023)
- 1 - Milan Kundera, Tsjechisch schrijver (overleden 2023)
- 1 - Jane Powell, Amerikaans zangeres, danseres en actrice (overleden 2021)
- 2 - Frans Andriessen, Nederlands politicus (overleden 2019)
- 4 - James A. Duke, Amerikaans botanicus (overleden 2017)
- 5 - Hugo Claus, Vlaams dichter, schrijver, kunstschilder en filmmaker (overleden 2008)
- 5 - Ivar Giaever, Noors-Amerikaans natuurkundige en Nobelprijswinnaar (overleden 2025)
- 5 - Nigel Hawthorne, Brits acteur (overleden 2001)
- 5 - Joe Meek, Engels muziekproducent (overleden 1967)
- 6 - Liliane Brekelmans-Gronert, Nederlands oprichtster van het Liliane Fonds (overleden 2009)
- 6 - Frans Cools, Belgisch ingenieur (overleden 2022)
- 6 - Rachel Hanssens, Belgisch atlete (overleden 2017)
- 6 - André Previn, Amerikaans dirigent, pianist en componist (overleden 2019)
- 6 - Christos Sartzetakis, Grieks jurist en staatsman; president 1985-1990 (overleden 2022)
- 7 - Bob Denard, Frans militair, politiefunctionaris, geheime dienstmedewerker en huurlingenleider (overleden 2007)
- 8 - Jacques Brel, Belgisch chansonnier (overleden 1978)
- 8 - Bouke Jagt, Nederlands schrijver en dichter (overleden 1982)
- 10 - Harry Bannink, Nederlands componist, arrangeur en pianist (overleden 1999)
- 10 - Duje Bonačić, Joegoslavisch roeier (overleden 2020)
- 10 - Adam Jansma, Nederlands beeldhouwer (overleden 1965)
- 10 - Liz Sheridan, Amerikaans danseres en actrice (overleden 2022)
- 10 - Max von Sydow, Zweeds acteur en regisseur (overleden 2020)
- 13 - Waldemar Philippi, Duits voetballer (overleden 1990)
- 14 - Gerry Anderson, Brits producer en regisseur (o.a. Thunderbirds) (overleden 2012)
- 14 - William Thornton, Amerikaans astronaut (overleden 2021)
- 16 - Aurelio Angonese, Italiaans voetbalscheidsrechter
- 17 - James Last, Duits orkestleider (overleden 2015)
- 19 - Jean Defraigne, Belgisch politicus (overleden 2016)
- 20 - Adri Suijkerbuijk, Nederlands wielrenner (overleden 2015)
- 21 - Velimir Valenta, Joegoslavisch roeier (overleden 2004)
- 23 - Heimen Lagerwaard, Nederlands voetballer (overleden 2006)
- 23 - George Steiner, Frans-Amerikaans schrijver en cultuurfilosoof (overleden 2020)
- 25 - Yvette Williams, Nieuw-Zeelands atlete (overleden 2019)
- 26 - Herman Le Compte, Vlaams dokter (overleden 2008)
- 27 - Nina Romasjkova, Sovjet-Russisch atlete (overleden 2016)
- 28 - Rogelio Salmona, Colombiaans architect (overleden 2007)
- 29 - Ray Barretto, Amerikaans musicus (overleden 2006)
- 29 - Cor van Rijn, Nederlands acteur (overleden 2018)
- 29 - Maurice Strong, Canadees ondernemer en milieudiplomaat (overleden 2015)
- 30 - Beverly LaHaye, Amerikaans schrijfster (overleden 2024)
- 30 - Klausjürgen Wussow, Duits acteur (overleden 2007)

### mei

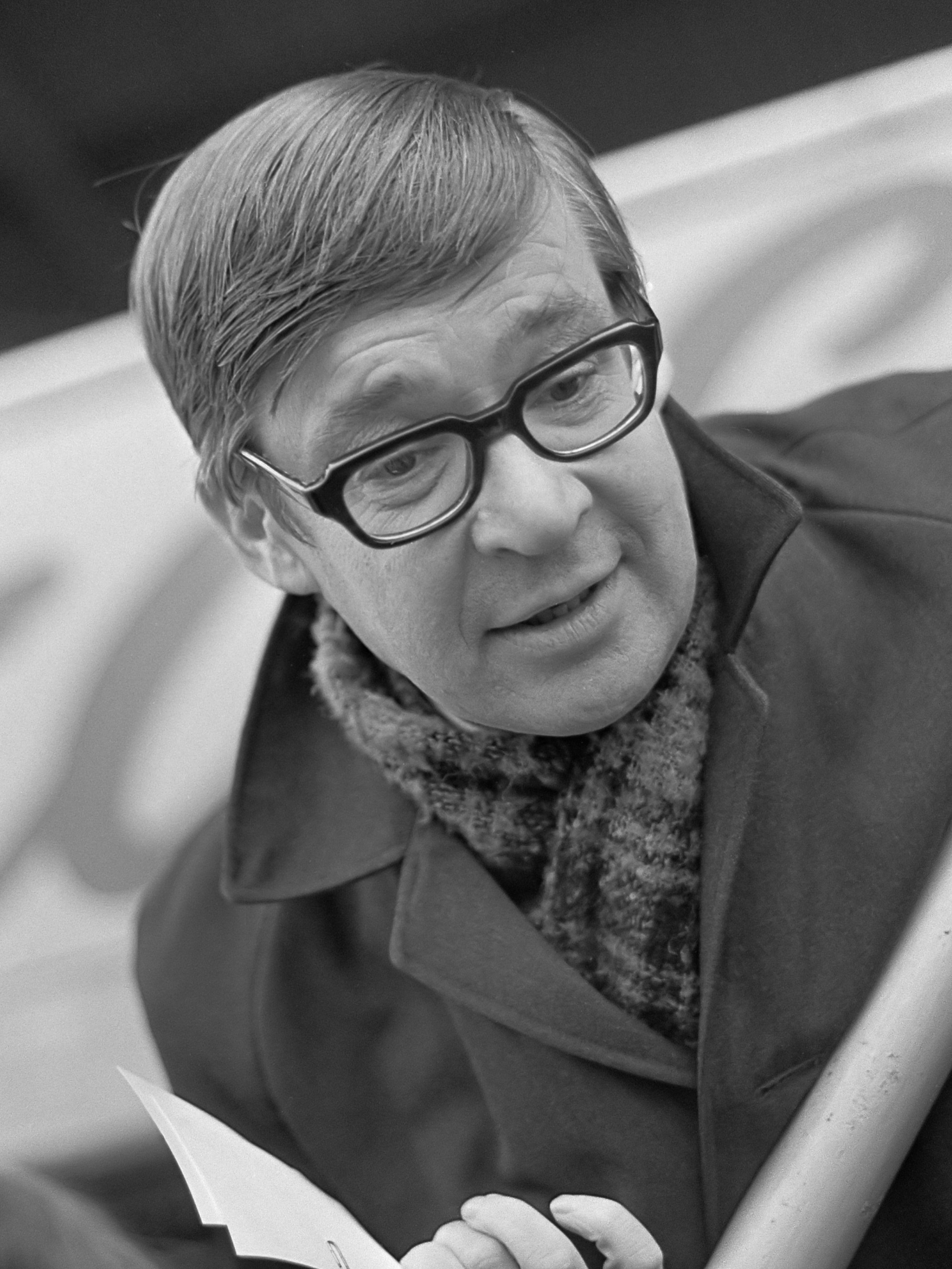
Theo Koomen,
geboren op 20 mei 1929

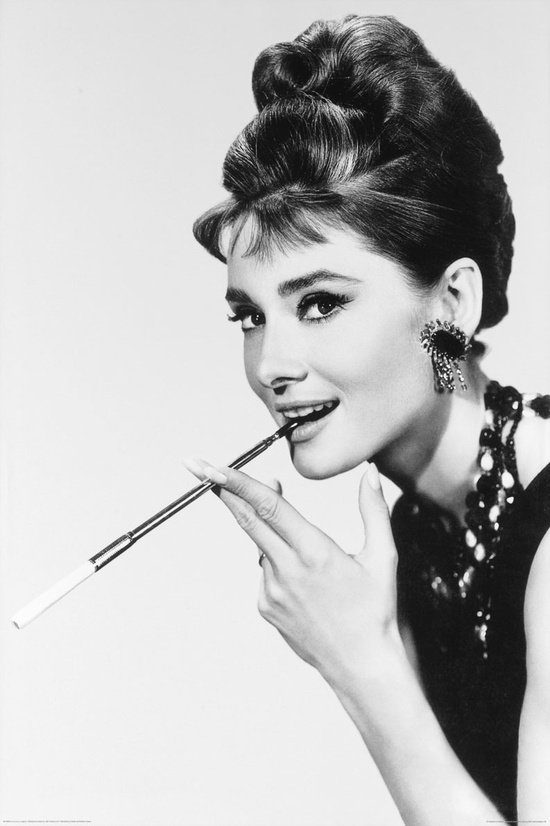
Audrey Hepburn,
geboren op 4 mei 1929

- 1 - Lex Lesgever, Nederlands schrijver (overleden 2019)
- 2 - Link Wray, Amerikaans gitarist (overleden 2005)
- 3 - Berck, Belgisch striptekenaar (overleden 2020)
- 3 - Erik Vos, Nederlands toneelregisseur
- 4 - Audrey Hepburn, Nederlands-Brits actrice en filantrope (overleden 1993)
- 4 - Bert Schreuder, Nederlands burgemeester (overleden 2021)
- 6 - Paul Lauterbur, Amerikaans scheikundige (overleden 2007)
- 10 - George Coe, Amerikaans acteur (overleden 2015)
- 10 - Antonine Maillet, Canadees schrijfster en literatuurwetenschapster (overleden 2025)
- 12 - Sam Nujoma, eerste Namibische president (overleden 2025)
- 12 - Ad Snijders, Nederlands schilder, tekenaar, collagist en beeldhouwer (overleden 2010)
- 13 - Fred Martin, Schots voetbaldoelman (overleden 2013)
- 13 - Philibert Mees, Vlaams componist, pianist en misdaadslachtoffer (overleden 2006)
- 13 - Creed Taylor, Amerikaans jazzproducent (overleden 2022)
- 15 - Andrew Bertie, Brits aristocraat (overleden 2008)
- 16 - Betty Carter, Amerikaans jazzzangeres (overleden 1998)
- 16 - Har Sanders, Nederlands schilder, tekenaar en graficus (overleden 2010)
- 17 - Cees Slinger, Nederlands jazzpianist (overleden 2007)
- 17 - Piet Wijn, Nederlands striptekenaar (overleden 2010)
- 18 - Herbert Schoen, Oost-Duits voetballer (overleden 2014)
- 18 - Halina Sevruk, Oezbeeks beeldhouwster (overleden 2022)
- 19 - Harvey Cox, Amerikaans theoloog
- 19 - Thea Witteveen, Nederlands schrijfster (overleden 2017)
- 20 - André Carolus Cirino, Surinaams schrijver (overleden 2003)
- 20 - Eddie Garcia, Filipijns acteur en regisseur (overleden 2019)
- 20 - Martien de Jong, Nederlands literatuurhistoricus, schrijver en dichter
- 20 - Theo Koomen, Nederlands sportverslaggever (overleden 1984)
- 20 - Charles Tilly, Amerikaans socioloog, politicoloog en historicus (overleden 2008)
- 22 - Ahmed Fouad Negm, Egyptisch dichter (overleden 2013)
- 23 - Firmin Bral, Belgisch wielrenner (overleden 2009)
- 23 - Frans Vanderborght, Belgisch politicus (overleden 2013)
- 24 - Marie-Cécile Moerdijk, Nederlands zangeres en schrijfster
- 25 - Beverly Sills, Amerikaans operazangeres (overleden 2007)
- 26 - Agenor Gomes (Manga), Braziliaans voetbaldoelman (overleden 2004)
- 26 - François Leterrier, Frans filmregisseur (overleden 2020)
- 28 - Bob Cleberg, Amerikaans autocoureur (overleden 2020)
- 28 - Horst Frank, Duits acteur (overleden 1999)
- 29 - Harry Frankfurt, Amerikaans filosoof (overleden 2023)
- 29 - Peter Higgs, Brits natuurkundige en Nobelprijswinnaar (overleden 2024)
- 31 - Joseph Bernardo, Frans zwemmer (overleden 2023)
- 31 - Atze Haytsma, Nederlands beeldhouwer, fotograaf en dichter

### juni
- 1 - Nargis, Indiaas actrice (overleden 1981)
- 2 - Frédéric Devreese, Belgisch componist en dirigent (overleden 2020)
- 4 - Anne van der Meiden, Nederlands hoogleraar theologie en communicatiewetenschapper (overleden 2021)
- 4 - Karolos Papoulias, Grieks politicus; president 2005-2015 (overleden 2021)
- 4 - Günter Strack, Duits acteur (overleden 1999)
- 6 - Milan Nikolić, Joegoslavisch voetballer (overleden 2015)
- 7 - Antonio Carbajal, Mexicaans voetballer (overleden 2023)
- 7 - John Turner, Canadees politicus (overleden 2020)
- 8 - Gastone Moschin, Italiaans acteur (overleden 2009)
- 10 - Harald Juhnke, Duits acteur, presentator en entertainer (overleden 2005)
- 10 - James McDivitt, Amerikaans ruimtevaarder (overleden 2022)
- 10 - Edward Osborne Wilson, Amerikaans bioloog (overleden 2021)
- 12 - Hein van Breenen, Nederlands wielrenner (overleden 1990)
- 12 - Anne Frank, Joods-Nederlands schrijfster (overleden 1945)
- 13 - Roman Kintanar, Filipijns meteoroloog (overleden 2007)
- 14 - Sjoerd Royer, Nederlands rechtsgeleerde; president van de Hoge Raad der Nederlanden (overleden 2019)
- 17 - Ward Ruyslinck, Belgisch schrijver (overleden 2014)
- 17 - Jaak Vanderheyden, Belgisch schilder (overleden 2017)
- 18 - Isolda Cresta, Braziliaans actrice (overleden 2009)
- 18 - Jürgen Habermas, Duits filosoof en socioloog
- 20 - Eric van der Donk, Nederlands acteur (overleden 2021)
- 20 - Ingrid Haebler, Oostenrijks pianiste (overleden 2023)
- 21 - Ed Leeflang, Nederlands dichter (overleden 2008)
- 21 - Dick Scheffer, Nederlands acteur (overleden 1986)
- 23 - June Carter Cash, Amerikaans countryzangeres en songwriter (overleden 2003)
- 23 - Mario Ghella, Italiaans wielrenner (overleden 2020)
- 23 - Claude Goretta, Zwitsers filmregisseur (overleden 2019)
- 23 - Klára Killermann, Hongaars zwemster (overleden 2012)
- 23 - Henri Pousseur, Belgisch componist (overleden 2009)
- 23 - Rob Slotemaker, Nederlands auto- en rallycoureur (overleden 1979)
- 24 - Carolyn Shoemaker, Amerikaans astronome (overleden 2021)
- 25 - Eric Carle, Amerikaans kinderboekenschrijver en illustrator (overleden 2021)
- 26 - Rodney Nuckey, Brits autocoureur (overleden 2000)
- 29 - Oriana Fallaci, Italiaans verzetsstrijdster, journaliste, publiciste en schrijfster (overleden 2006)

### juli
- 1 - Gerald Edelman, Amerikaans bioloog en Nobelprijswinnaar (overleden 2014)
- 2 - Imelda Marcos, echtgenote van president Ferdinand Marcos van de Filipijnen
- 4 - Dick Verkijk, Nederlands journalist (overleden 2025)
- 5 - Jacqueline Harpman, Belgisch schrijfster en psychoanalytica (overleden 2012)
- 5 - Katherine Helmond, Amerikaans actrice (overleden 2019)
- 6 - Hélène Carrère d'Encausse, Frans historica (overleden 2023)
- 7 - Georges Fillioud, Frans politicus en journalist (overleden 2011)
- 7 - Reg Lindsay, Australisch country-zanger en songwriter (overleden 2008)
- 8 - Shirley Ann Grau, Amerikaans schrijfster (overleden 2020)
- 9 - Hassan II van Marokko, koning van Marokko (overleden 1999)
- 9 - Lee Hazlewood, Amerikaans countryzanger, tekstschrijver en muziekproducent (overleden 2007)
- 10 - Harry Bannink, Nederlands componist, arrangeur en pianist (overleden 1999)
- 10 - Jef Cassiers, Vlaams acteur (de Alverman in Johan en de Alverman) (overleden 1987)
- 11 - Piet van Heusden, Nederlands wielrenner (overleden 2023)
- 11 - Hermann Prey, Duits operazanger (overleden 1998)
- 11 - Betsy Smeets, Nederlands actrice en cabaretière
- 13 - Eugen Tajmer, Deens zanger, manager en impresario (overleden 2009)
- 14 - Paul De Keersmaeker, Belgisch politicus (CVP) en bestuurder (overleden 2022)
- 16 - Grethe Sønck, Deens actrice (overleden 2010)
- 18 - Richard Button, Amerikaans kunstschaatser (overleden 2025)
- 18 - Adelaide Tambo, Zuid-Afrikaans politica en anti-apartheidsactiviste (overleden 2007)
- 19 - Emmanuel Le Roy Ladurie, Frans historicus (overleden 2023)
- 21 - Mauritz von Strachwitz, Duits autocoureur
- 22 - Jacques Claes, Belgisch psycholoog en hoogleraar (overleden 2022)
- 24 - Ton Stadhouders, Nederlands burgemeester (overleden 2010)
- 26 - Paul Sjak Shie, Surinaams politicus en rechtsgeleerde (overleden 2006)
- 26 - Alexis Weissenberg, Bulgaars pianist (overleden 2012)
- 27 - Jack Higgins, Brits schrijver (overleden 2022)
- 28 - Remco Campert, Nederlands dichter, schrijver en columnist (overleden 2022)
- 28 - Jacqueline Kennedy Onassis, Amerikaans presidentsvrouw en societyfiguur (overleden 1994)
- 29 - Jean Baudrillard, Frans socioloog, cultuurcriticus en filosoof (overleden 2007)
- 29 - Júlio Botelho, Braziliaans voetballer bekend als Julinho (overleden 2003)
- 31 - José Santamaría, Spaans-Uruguayaans voetballer en voetbalcoach

### augustus
- 1 - Bob Bonte, Nederlands zwemmer (overleden 1988)
- 2 - Jan De Gruyter, Belgisch politicus (overleden 2005)
- 2 - Bernard L. Kowalski, Amerikaans film- en televisieregisseur (overleden 2007)
- 2 - André Soeperman, Surinaams politicus (overleden 1977)
- 2 - Geertruida Jeanette Thorbecke, Nederlands-Amerikaans patholoog (overleden 2001)
- 5 - Andreu Alfaro, Spaans beeldhouwer en kunstenaar (overleden 2012)
- 5 - Jacques Drèze, Belgisch econoom (overleden 2022)
- 6 - Willy Kernen, Zwitsers voetballer (overleden 2009)
- 7 - Jo Baer, Amerikaans kunstenares (overleden 2025)
- 7 - Willem Maeyer, Nederlands voetbalbestuurder (overleden 2025)
- 8 - Ronnie Biggs, Brits treinrover (overleden 2013)
- 8 - Gerda van den Bosch, Nederlands beeldhouwster (overleden 2021)
- 8 - Sabri Godo, Albanees politicus (overleden 2011)
- 9 - Henk Romijn Meijer, Nederlands schrijver, essayist, dichter, taalkundige en vertaler (overleden 2008)
- 11 - Cora Canne Meijer, Nederlands operazangeres (overleden 2020)
- 11 - Alun Hoddinott, Welsh componist (overleden 2008)
- 11 - Jan Masman, Nederlands politicus (overleden 2009)
- 12 - Charles Moore, Amerikaans atleet (overleden 2020)
- 12 - Buck Owens, Amerikaans country-zanger (overleden 2006)
- 15 - Corrie Hafkamp, Nederlands kinderboekenschrijfster (overleden 2020)
- 15 - Georgios Roubanis, Grieks atleet (overleden 2025)
- 17 - Rebecca Posner, Britse taalkundige (overleden 2018)
- 17 - Gary Powers, Amerikaans piloot (overleden 1977)
- 17 - Rex White, Amerikaans autocoureur (overleden 2025)
- 18 - Theresia Vreugdenhil, Nederlands couturière (overleden 2012)
- 20 - Gerda Antti, Zweeds schrijfster
- 23 - Jacques Boigelot, Belgisch regisseur (overleden 2023)
- 24 - Yasser Arafat, leider van de Palestijnse PLO (overleden 2004)
- 25 - René Jungers, Belgisch atleet
- 27 - Ira Levin, Amerikaans schrijver (overleden 2007)
- 31 - Leo Kornbrust, Duits beeldhouwer (overleden 2021)
- 31 - Julio Ramón Ribeyro, Peruviaans schrijver en journalist (overleden 1994)

### september
- 1 - Walter Lim A Po, Surinaams jurist, politicus en diplomaat
- 1 - Kostas Paskalis, Grieks operazanger (overleden 2007)
- 2 - Carlo Ubbiali, Italiaans motorcoureur (overleden 2020)
- 3 - Carlo Clerici, Zwitsers wielrenner (overleden 2007)
- 3 - Wouter van Harselaar, Nederlands landbouwer en politicus (overleden 2016)
- 3 - Gino Orlando, Braziliaans voetballer (overleden 2003)
- 3 - Irene Papas, Grieks actrice (overleden 2022)
- 4 - Max Soliven, Filipijns journalist en krantenuitgever (overleden 2006)
- 5 - Bob Newhart, Amerikaans komiek en acteur (overleden 2024)
- 5 - Andrijan Nikolajev, Russisch ruimtevaarder (overleden 2004)
- 5 - Ildefonso Santos jr., Filipijns landschapsarchitect en nationaal kunstenaar (overleden 2014)
- 10 - János Bédl, Hongaars voetballer en voetbalcoach (overleden 1987)
- 10 - Arnold Palmer, Amerikaans golfer (overleden 2016)
- 11 - Helmut Bracht, Duits voetballer en voetbaltrainer (overleden 2011)
- 11 - Burhan Doğançay, Turks kunstenaar (overleden 2013)
- 11 - Sebastian Koto Khoarai, Lesothaans kardinaal (overleden 2021)
- 12 - Guus Zoutendijk, Nederlands politicus en zakenman (overleden 2005)
- 14 - Hans Clarin, Duits acteur (overleden 2005)
- 14 - Maurice Vachon, Canadees worstelaar (overleden 2013)
- 15 - David Clarke, Brits autocoureur (overleden 2002)
- 15 - Murray Gell-Mann, Amerikaans natuurkundige en Nobelprijswinnaar (overleden 2019)
- 16 - Jamsjiid Bin Abdalla, de laatste sultan van Zanzibar en Pemba (overleden 2024)
- 17 - Stirling Moss, Brits autocoureur (overleden 2020)
- 17 - Eliseo Prado, Argentijns voetballer (overleden 2016)
- 18 - Armando, Nederlands schilder en schrijver (overleden 2018)
- 19 - Kitty Knappert, Nederlands danseres, actrice en regisseuse (overleden 2025)
- 19 - Léon De Lathouwer, Belgisch wielrenner (overleden 2008)
- 19 - Hélène Joye, Belgisch atlete (overleden 2016)
- 20 - Anne Meara, Amerikaans actrice (overleden 2015)
- 21 - Dick Cleveland, Amerikaans zwemmer (overleden 2002)
- 21 - Sándor Kocsis, Hongaars voetballer (overleden 1979)
- 22 - Albert Lowagie, Belgisch atleet
- 25 - Ronnie Barker, Brits komiek en acteur (overleden 2005)
- 25 - Alfred Langenus, Belgisch atleet (overleden 2005)
- 25 - Barbara Walters, Amerikaans tv-persoonlijkheid (overleden 2022)
- 27 - Txillardegi, Baskisch politicus, linguïst en schrijver (overleden 2012)
- 28 - Lata Mangeshkar, Indiaas zangeres (overleden 2022)
- 28 - Nikolaj Ryzjkov, Sovjet-Russisch politicus (overleden 2024)
- 30 - Kjell Askildsen, Noors schrijver (overleden 2021)
- 30 - Leticia Ramos-Shahani, Filipijns diplomate en politica (overleden 2017)
- 30 - Dorothee Sölle, Duits luthers theologe (overleden 2003)

### oktober

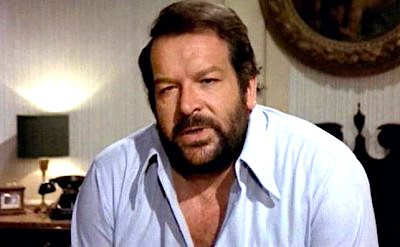
Bud Spencer,
geboren op 31 oktober 1929

- 1 - Winnifred Bosboom, Nederlands actrice (overleden 2023)
- 1 - Ernesto Grillo, Argentijns voetballer (overleden 1998)
- 5 - Richard Gordon, Amerikaans astronaut (overleden 2017)
- 6 - Bruno Cremer, Frans acteur (overleden 2010)
- 7 - Dirkje Kuik, Nederlands schrijfster (overleden 2008)
- 7 - Ootje Oxenaar, Nederlands graficus (overleden 2017)
- 8 - Betty Boothroyd, Brits politica (overleden 2023)
- 8 - Julien Goekint, Belgisch politicus (overleden 2023)
- 11 - Daniël Wayenberg, Nederlands pianist en componist (overleden 2019)
- 13 - Walasse Ting, Chinees-Amerikaans kunstschilder (overleden 2010)
- 14 - Yvon Durelle, Canadees bokser (overleden 2007)
- 15 - Karel Van Rompuy, Belgisch bankier (overleden 2013)
- 17 - Herman van Praag, Nederlands psychiater
- 18 - Violeta Barrios de Chamorro, Nicaraguaans politica en president (overleden 2025)
- 18 - Kees Fens, Nederlands criticus en essayist (overleden 2008)
- 18 - Ans Wortel, Nederlands kunstenares (overleden 1996)
- 23 - Adalet Ağaoğlu, Turks (toneel)schrijfster (overleden 2020)
- 23 - Roekie Aronds, Nederlands danseres en actrice (overleden 2025)
- 24 - George Crumb, Amerikaans componist (overleden 2022)
- 25 - Paul Schruers, Belgisch bisschop van Hasselt (overleden 2008)
- 28 - Joan Plowright, Brits actrice (overleden 2025)
- 29 - Jevgeni Primakov, Russisch politicus (overleden 2015)
- 31 - Bud Spencer, Italiaans acteur en zwemmer (overleden 2016)

### november
- 1 - Gabe Baltazar, Amerikaans saxofonist (overleden 2022)
- 1 - Rudy Kousbroek, Nederlands schrijver (overleden 2010)
- 1 - Léon Mokuna, Belgisch voetballer (overleden 2020)
- 2 - Amar Bose, Amerikaans ondernemer (overleden 2013)
- 2 - Mohammed Rafiq Tarar, Pakistaans politicus; president 1998-2001 (overleden 2022)
- 2 - Richard Taylor, Canadees natuurkundige en Nobelprijswinnaar (overleden 2018)
- 3 - Charles Antenen, Zwitsers voetballer (overleden 2000)
- 4 - Anastasios Yannoulatos (Anastasios I), Grieks-Albanees aartsbisschop (overleden 2025)
- 4 - Shakuntala Devi, Indiaas schrijfster en rekenwonder (overleden 2013)
- 5 - Lennart Johansson, Zweeds voetballer en sportbestuurder (UEFA) (overleden 2019)
- 5 - Joris Tjebbes, Nederlands zwemmer (overleden 2001)
- 6 - Jozjef Betsa, Sovjet-Oekraïens voetballer en trainer (overleden in 2006)
- 6 - Francy Boland, Belgisch jazzpianist, componist en arrangeur (overleden 2005)
- 6 - Ben Smits, Nederlands pianist en muziekpedagoog (overleden 2008)
- 9 - Imre Kertész, Hongaars schrijver en Nobelprijswinnaar (overleden 2016)
- 10 - Wout Wagtmans, Nederlands wielrenner (overleden 1994)
- 11 - Hans Magnus Enzensberger, Duits schrijver, dichter, vertaler en redacteur (overleden 2022)
- 12 - Grace Kelly, Amerikaans actrice (overleden 1982)
- 13 - Jaime Gil de Biedma, Spaans dichter (overleden 1990)
- 13 - Steef Weijers, Nederlands politicus (KVP/CDA) (overleden 2021)
- 15 - Ed Asner, Amerikaans acteur (overleden 2021)
- 15 - James Brady, Amerikaans roddeljournalist (overleden 2009)
- 15 - Raghbir Lal, Indiaas hockeyer (overleden 2025)
- 16 - Renate Rubinstein, Nederlands columniste (overleden 1990)
- 17 - Jimmy Reece, Amerikaans autocoureur (overleden 1958)
- 20 - Gabriel Ochoa Uribe, Colombiaans voetballer en voetbalcoach (overleden 2020)
- 21 - Marilyn French, Amerikaans schrijfster en feministe (overleden 2009)
- 23 - Hal Lindsey, Amerikaans evangelist en schrijver (overleden 2024)
- 24 - Peet Geel, Nederlands voetballer (overleden 2017)
- 28 - Berry Gordy, Amerikaans muziekproducer, oprichter van Motown Records
- 29 - Gidon Graetz, Israëlische beeldhouwer (overleden (2025)
- 29 - Jan Kommandeur, Nederlands hoogleraar fysische chemie (overleden 2012)

### december

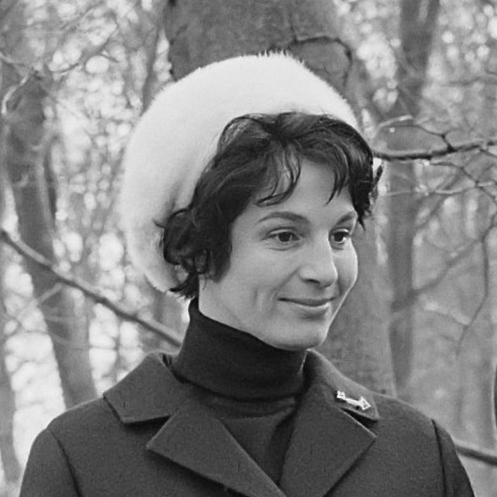
Mies Bouwman,
geboren op 31 december 1929

- 1 - Alfred Moisiu, Albanees politicus; president 2002-2007
- 2 - Jaap Boersma, Nederlands politicus en bestuurder (overleden 2012)
- 6 - Nikolaus Harnoncourt, Oostenrijks cellist en dirigent (overleden 2016)
- 6 - Alain Tanner, Zwitsers filmregisseur (overleden 2022)
- 8 - Kees van Vugt, Nederlands roeier (overleden 2015)
- 9 - Bob Hawke, Australisch politicus (overleden 2019)
- 12 - Zaharira Harifai, Israëlisch actrice (overleden 2013)
- 12 - John Osborne, Engels toneelschrijver (overleden 1994)
- 13 - Jaap Kruithof, Vlaams moraalfilosoof (overleden 2009)
- 13 - Christopher Plummer, Canadees acteur en toneelschrijver (overleden 2021)
- 14 - Jan Rem, Nederlands atleet (overleden 2014)
- 16 - Wim Jongbloed, Nederlands jazzpianist en muziekarrangeur (overleden 1982)
- 20 - Lucien Jacques Baucher, Belgisch architect (overleden 2023)
- 20 - Selim Ahmed al-Hoss, Libanees politicus en zakenman (overleden 2024)
- 21 - Alfredo Lim, Filipijns politicus (overleden 2020)
- 21 - Erwin de Vries, Surinaams beeldend kunstenaar (overleden 2018)
- 22 - Hugo Loetscher, Zwitsers schrijver (overleden 2009)
- 23 - Chet Baker, Amerikaans jazztrompettist en -zanger (overleden 1988)
- 24 - Lucien Hanswijk, Belgisch atleet (overleden 2006)
- 25 - Aad de Koning, Nederlands schaatser (overleden 2010)
- 25 - Fred Plevier, Nederlands cabaretier (De Mounties) (overleden 1965)
- 26 - Régine, Belgisch-Frans zangeres, filmactrice en zakenvrouw (overleden 2022)
- 28 - Maarten Schmidt, Nederlands astronoom (overleden 2022)
- 28 - Arie van der Valk Nederlands ondernemer (overleden 2024)
- 30 - Bob Bouma, Nederlands televisiepresentator (overleden 2009)
- 31 - Mies Bouwman, Nederlands televisiepresentatrice (overleden 2018)

## Overleden
januari
- 16 - Armand De Riemaecker (75), Belgisch politicus
- 16 - Emanuel Marcus Rood (77), Nederlands architect
- 22 - Cornelis Lely (74), Nederlands waterbouwkundige, minister en gouverneur
- 24 - Willem Royaards (62), Nederlands toneelleider

februari
- 3 - Agner Erlang (51), Deens wiskundige
- 4 - Zotte Nelles (73), Duffels dorpsfiguur
- 6 - Maria Christina van Oostenrijk (70), koningin-moeder van Spanje
- 12 - Lillie Langtry (75), Brits actrice
- 14 - Thomas Burke (54), Amerikaans atleet
- 24 - André Messager (75), Frans componist en dirigent

maart
- 2 - Georges Nélis (43), Belgisch oprichter Sabena
- 3 - Octave van Rysselberghe (73), Vlaams-Belgisch architect
- 13 - Henry Scott Tuke (71), Engels schilder
- 14 - Erasmus Kittler (76), Duits natuurkundige en elektrotechnicus
- 17 - Henricus Huijbers (47), Nederlands historicus
- 20 - Eduard Meijer (51), Nederlands zwemmer en waterpoloër

april
- 4 - Carl Benz (84), Duits uitvinder
- 11 - Edmond Thieffry (36), Belgisch luchtvaartpionier en aas uit de Eerste Wereldoorlog
- 25 - Johannes Hendrik Carpentier Alting (65), Nederlands hoogleraar
- 28 - Hendrik van Heuckelum (49), Nederlands voetballer en winnaar bronzen olympische medaille

mei
- 1 - Rienk van Veen (63), Nederlands politicus
- 7 - Charles Cooley (64), Amerikaans socioloog

juni
- 3 - Cornelis Easton (64), Nederlands journalist en populair-wetenschappelijk schrijver
- 11 - Gyula II Andrássy (68), Oostenrijk-Hongaars politicus
- 12 - Fernando María Guerrero (56), Filipijns schrijver en dichter
- 13 - Margaret Forrest (84), botanisch verzamelaarster en illustratrice
- 15 - Charles F. Brush (80), Amerikaans elektrotechnicus
- 18 - Carlo Airoldi (59), Italiaans atleet
- 26 - Amandus Adamson (73), Estisch beeldhouwer

juli
- 6 - Hendrica Jansen (73), Nederlandse schaakster
- 27 - Raoul Pictet (83), Zwitsers schei- en natuurkundige

augustus
- 2 - Auguste Danse (100), Belgisch beeldend kunstenaar
- 3 - Emile Berliner (78), Duits-Amerikaans elektrotechnicus en uitvinder
- 4 - Carl Auer von Welsbach (70), Oostenrijks wetenschapper en uitvinder
- 10 - Aletta Jacobs (75), Nederlands arts en feministe
- 23 - Karel van de Woestijne (51), Vlaams schrijver

september
- 18 - Hippolyte Petitjean (75), Frans kunstschilder
- 24 - Richard Adolf Zsigmondy (64), Oostenrijks-Duits scheikundige en Nobelprijswinnaar

oktober
- 20 - José Batlle y Ordóñez (73), Uruguayaans president
- 31 - José Relvas (71), Portugees politicus

november
- 17 - Herman Hollerith (69), Amerikaans uitvinder van de ponskaart
- 18 - Henricus van de Wetering (78), Nederlands aartsbisschop
- 23 - Arvid Kleven (29), Noors componist
- 24 - Georges Clemenceau (88), Frans premier

december
- 10 - Franz Rosenzweig (43), Duits godsdienstfilosoof
- 29 - Wilhelm Maybach (83), Duits industrieel

datum onbekend
- Mary Francis Ames (~76), Brits kinderboekenschrijver en illustrator

## Weerextremen in België
- 14 februari: Minimumtemperatuur tot −19,0 °C in Oostende (laagste temperatuur van de eeuw aan de kust) en tot −22,9 °C in Leopoldsburg.
- 15 februari: IJsdammen in rivieren en kanalen. Op de Maas en de Noordzee zijn er ijsschotsen.
- 20 februari: Allerkoudste decade van de eeuw: gemiddelde temperatuur −8,9 °C.
- februari: Februari met laagste relatieve vochtigheid: 74 % (normaal 83,9 %).
- maart: Maart met laagste gemiddelde windsnelheid: 3 m/s (normaal 4 m/s).
- 22 april: Minimumtemperatuur tot −3,9 °C in Leopoldsburg en tot −6,1 °C op de Baraque Michel (Jalhay).
- 3 september: Maximumtemperatuur tot 33,6 °C in Wardin (Bastogne).
- 4 september: Maximumtemperatuur tot 34,9 °C in Ukkel.
- 29 december: Windstoot van 162 km/h in Haren, nabij Brussel.
- december: December met hoogste gemiddelde windsnelheid: 6,1 m/s (normaal 4 m/s).

Bron: KMI Gegevens Ukkel 1901-2003  met aanvullingen 